# Cranetown, indijansko selo (Crawford co., Ohio)
Cranetown, nekadašnje selo Wyandot Indijanaca koje se nalazilo na području današnjeg okruga Crawford u Ohiju, osam ili deset milja sjeveroistočno od Upper Sanduskyja.
Spominje ga Royce 1899. ne smije se pobrkati s istoimenim selom Cranetown koje se nalazilo u okrugu Fairfield